# پارتونی
پارتونی (به فرانسوی: Parthenay) یک کمون در فرانسه است که در Canton of Parthenay واقع شده‌است.

## خصوصیات
پارتونی ۱۱٫۳۸ کیلومترمربع مساحت و ۱۱٬۱۰۷ نفر جمعیت دارد.

## خواهرخوانده
شهرهای واین‌اشتات، Arnedo, Manakara، آبرانتس، Tsévié، Tipperary و Edmundston خواهرخوانده‌های پارتونی هستند.